# Thunderbird (trein)
De Thunderbird (Japans: サンダーバード; Romaji: Sandābādo) is een Japanse treindienst die wordt uitgevoerd door JR West en Kanazawa met verschillende stations binnen de metropool Groot-Osaka verbindt.

## Etymologie
Sandābādo is de Romaji-transliteratie van de naam サンダーバード geschreven in het lettergreepschrift katakana. Het is een fonetische benadering van het Engelstalige woord 'Thunderbird'. Het is opgebouwd uit de delen: サンダー [sandā] 'thunder' en バード [bādo] 'bird'.

## Treinen en bestemmingen
Thunderbird-treinen bedienen diverse stations in Osaka. De diensten worden gereden met speciaal daarvoor gebouwde treinen uit de 683-serie, bestaande uit zes rijtuigen. De gemiddelde reistijd tussen Osaka en Kanazawa bedraagt ongeveer 150 minuten.